# Ali ibn Tahir al-Sulami
 (avril 2021).
Si vous disposez d'ouvrages ou d'articles de référence ou si vous connaissez des sites web de qualité traitant du thème abordé ici, merci de compléter l'article en donnant les références utiles à sa vérifiabilité et en les liant à la section « Notes et références ».
ʿAli ibn Ṭāhir al-Sulamī (mort en 1106) est un philologue damascène qui est le premier à prêcher le djihad contre les croisés au lendemain de la première croisade.

## Biographie
La vie d'al-Sulami, dont le nom complet est ʿAli ibn Tahir ibn Jaʿfar ibn ʿAbd Allah al-Sulami al-Qaysi al-Nahwi, est essentiellement connue grâce à quelques notices dans les dictionnaires biographiques arabes qui se fondent principalement sur celle du Tarikh Dimashq. Yaqut al-Hamawi rapporte qu'al-Sulami estime sa date de naissance à l'an 431AH/1039-40. Al-Sulami enseigne la langue et la poésie arabe à la Grande Mosquée des Omeyyades où il dirige un cercle d'étudiants (ḥalqa), et possède une "armoire" de livres (ḫizāna). Il est reconnu par ses biographes musulmans comme un transmetteur fiable de hadiths. L'examen de son unique œuvre conservée, le Kitab al-Jihad, suggère qu'il est plutôt d'obédience chafiite. Il meurt le 21 rabiʿ al-awwal 500/19 novembre 1106.

## Idées
En 1105, al-Sulami publie son traité, Kitab al-Jihad (Livre de la Lutte ou Livre du Jihad), et prêche ses idées depuis la mosquée de Bayt Lihiya, un village aujourd'hui disparu de la Ghouta de Damas. Il remarque le danger posé par les envahisseurs chrétiens, lié aux reconquêtes chrétiennes en cours de la Sicile et de l'Espagne. Il croit que les musulmans ont abandonné le djihad et d'autres devoirs religieux et soutient que les califes sont censés faire la guerre aux chrétiens une fois par an, ce qu'ils n'ont pas fait depuis de nombreuses années. Dieu, affirme-t-il, punit maintenant les musulmans pour leurs péchés. Afin de vaincre les croisés, al-Sulami affirme que les musulmans doivent pratiquer le djihad intérieur afin qu'ils puissent entreprendre avec succès le djihad contre l'ennemi. Son message est largement ignoré, car les dirigeants musulmans ne rapprocheront le concept du djihad avec les expéditions militaires que plus tard, au XIIe siècle, sous Nur ad-Din et Saladin.

## Manuscrits
Seuls deux manuscrits du Kitab survivent, tous deux incomplets, et tous deux à Damas.